# Stora Härnön
Stora Härnön är ett naturreservat i Strängnäs kommun i Södermanlands län.
Området är naturskyddat sedan 2009 och är 357 hektar stort. Reservatet ligger vid Mälaren på centrala och norra delen av Stora Härnön och består av gammal barrskog och lövskogsmiljöer.